# Lubi
Lubi är ett vattendrag i Kongo-Kinshasa, ett biflöde till Sankuru. Det rinner genom den centrala delen av landet, 900 km öster om huvudstaden Kinshasa. Lubi rinner upp i territoriet Luiza i provinsen Kasaï Central, rinner därefter norrut – genom territoriet Kamiji i provinsen Lomami, längs gränsen mellan Lomami respektive Kasaï Central å ena sidan och Kasaï-Oriental å den andra, genom västra delen av Kasaï-Oriental, återigen längs gränsen mellan Kasaï-Oriental och Kasaï Central, genom territoriet Dimbelenge i Kasaï Central, längs gränsen mellan provinserna Kasaï Central och Sankuru, genom territoriet Lusambo i provinsen Sankuru – och mynnar i floden Sankuru vid staden Lusambo.